# White Mountain (Genesis)
White Mountain è il secondo brano dell'album Trespass (1970) dei Genesis.

## Descrizione
Il brano sull'album è attribuito genericamente ai Genesis, così come tutti i pezzi del gruppo dal 1968 al 1974. Musicalmente fu composto da Anthony Phillips e Mike Rutherford nel 1969, mentre il testo, scritto da Tony Banks, si ispira al romanzo Zanna Bianca di Jack London e racconta la vicenda di Fang, il lupo condannato a morte dal branco per aver osato vedere la corona degli dei.

## Cover
Del brano fu incisa una versione italiana con il titolo Un gioco senza età, interpretata da Ornella Vanoni e inclusa nel suo album omonimo del 1972. Il testo italiano è di Claudio Rocchi.